# The Salvation of Nance O'Shaughnessy
The Salvation of Nance O'Shaughnessy est un film muet américain réalisé par Colin Campbell et sorti en 1914.

## Fiche technique
- Réalisation : Colin Campbell
- Scénario : Colin Campbell, d'après l'histoire d'Honore Morrow
- Date de sortie :  États-Unis : 30 mars 1914

## Distribution
- Joe King
- Wheeler Oakman
- Frank Clark
- Roy Clark
- Bessie Eyton
- Gertrude Ryan
- Eugenie Besserer